# Masacre de Tulle

Insignia de la 2.ª División SS Das Reich.

La masacre de Tulle se refiere a los crímenes de guerra cometidos en dicha ciudad ubicada en el departamento de Corrèze (Francia) por la 2.ª División SS Das Reich en junio de 1944, al final de la Segunda Guerra Mundial.
Después de una ofensiva de los partisanos franceses llevada a cabo el 7 y el 8 de junio de 1944, en el curso de la cual las tropas alemanas asesinaron a 18 guardavías, la llegada de elementos de la división Das Reich obligó a la resistencia a evacuar la ciudad. El 9 de junio de 1944, después de haber matado a los hombres de 16 a 60 años, las SS y los miembros del Sicherheitsdienst ahorcaron a 98 habitantes (y un hombre fue muerto a tiros al intentar escapar) por los soldados de la Das Reich, todos habitantes de Tulle, de los cuales 99 habían sido previamente torturados. En los días siguientes, 149 hombres fueron deportados a Dachau, donde perdieron la vida 101 de ellos. En total, los crímenes de la Wehrmacht, las SS y el Sicherheitsdienst tuvieron como resultado 213 víctimas civiles en Tulle.

## Contexto histórico

### La divisiónDas Reich
A inicios de 1944, después de haber sufrido fuertes pérdidas en el Frente Oriental, la 2.ª División blindada SS Das Reich, bajo el mando del Gruppenführer Heinz Lammerding, fue reagrupada en la región de Montauban, para volver a ser formada en previsión de un desembarco aliado en algún lugar del Frente Occidental. Estaba compuesta por 18 000 hombres apoyados por blindados ligeros y tanques. 
Esta división presenta los cuatro criterios determinantes para convertirse en los autores de las masacres en Francia, tal como fueron definidos por Peter Lieb: sus miembros estaban impregnados de la ideología nacionalsocialista, habían combatido en el Frente Oriental, se percibían a sí mismos como una unidad militar de élite y ya habían participado en operaciones de lucha contra los partisanos.

### Libros
- Beau, Georges y Léopold Gaubusseau (1969). La SS en Limousin, Périgord et Quercy, Paris: Presses de la Cité.
- Bourdelle, Jean-Louis (1945). Départs (Souvenirs de l'année 1944). París: Éditions de la rue Mémoire.
- Collectif, Maquis de Corrèze, Naves, Imprimerie du Corrézien, 1995 (5.ª edición) (1.ª ed. 1971), 797 p.
- Delarue, Jacques (1971). Crimes et Trafics sous l'occupation. París: Fayard, Le livre de poche.
- Espinasse, Jean (1994). Tulle le 9 juin 1944. París: La Table Ronde, ISBN 2-7103-0619-0
- Espinasse, Jean (1979). Prêtre en Corrèze. París: Robert Laffont.
- Fouché, Jean-Jacques (2001). Oradour. París: Liana Lévi.
- Fouché, Jean-Jacques y Gilbert Beaubatie (2008). Tulle. Nouveaux regards sur les pendaisons et les événements de juin 1944. París: Éditions Lucien Souny, ISBN 978-2-84886-171-5
- Kartheuser, Bruno (2001). Walter, SD à Tulle: la tragédie du 9 juin 1944, t. 1, Les années 30 à Eupen-Malmedy: regard sur le réseau de la subversion allemande, Neundorf, Krautgarten, ISBN 2873319007
- Kartheuser, Bruno (2002). Walter, SD à Tulle: la tragédie du 9 juin, t. 2, La France occupée, 1940-1943, Neundorf, Krautgarten.
- Kartheuser, Bruno (2004). Walter, SD à Tulle: la tragédie du 9 juin, t. 3, Les pendaisons de Tulle, Neundorf, Krautgarten.
- Kartheuser, Bruno (2008). Walter, SD à Tulle: la tragédie du 9 juin, t. 4, Crime sans châtiment, Neundorf, Krautgarten.
- Lieb, Peter (2006). Répression et massacres. L’occupant allemand face à la résistance française, 1943-1944. En: Gaël Eismann y Stefan Maertens (dir.), Occupation et répression militaires allemandes, 1939-1945. París: Autrement, coll. Mémoires/Histoire, págs. 169-185, ISBN 9782746709030
- Mons, Paul (2004). Afin que nul n'oublie: en France, la Das Reich fit la guerre aux civils, Brive, Écritures. Prefacio de Jean-Jacques de Bresson.
- Penaud, Guy (2005). La "Das Reich", 2° SS Panzer Division, Périgueux, Éditions de La Lauze, ISBN 2-912032-76-8
- Renault, Gilbert (1962). Les Balcons de Tulle, Paris, Librairie académique Perrin.
- Schneid, Sadi (1979). SS-Beutedeutscher. Weg und Wandlung eines Elsässers, Lindhorst, Askania. Obra revisionista
- Antoine Soulier, Antoine (2002). Le Drame de Tulle - 9 juin 1944, 4a ed., Naves, (1a. ed. 1946)
- Taege, Herbert (1981). Wo ist Kain? Enthüllungen und Dokument zum Komplex Tulle+Oradour, Lindhorst, Askania, ISBN 3-921730-09-0. Obra revisionista.
- Trouillé, Pierre (1964). Journal d'un préfet pendant l'Occupation. París: Gallimard, col. J'ai Lu.
- Weidinger, Otto (s.f.). Tulle et Oradour, une tragédie franco-allemande, autoeditado. Obra revisionista.

### Artículos
- Beaubatie, Gilbert (2007). ""Juin 1944: Les Pendus de Tulle"". Arkheia, revue d'histoire, n°17-18, Montauban, págs. 50-59.
- Beaubatie, Gilbert (1996). "Le Drame de Tulle ou les protestations de la mémoire". Revue des Lettres, Sciences et Arts de la Corrèze, tomo 99, págs. 282-287.
- Beaubatie, Gilbert (1997). "Le Drame de Tulle et les silences de l'Histoire". Revue des Lettres, Sciences et Arts de la Corrèze, tomo 100, págs. 258-266.
- Beaubatie, Gilbert (1999). "Le Drame de Tulle: des sources pour une Histoire", in Revue des Lettres, Sciences et Arts de la Corrèze, tomo 102, págs. 183-211.
- Beaubatie, Gilbert (2005). "Pour mieux comprendre le Drame de Tulle". En: Un siècle militant. Engagement(s), Résistance(s) et mémoire(s) au s. XXe en Limousin, Limoges, Pulim.
- Beaubatie, Gilbert (2006). "La Division SS Das reich sème la terreur en Limousin". Cahiers Robert Margerit, tomo X.